# Tombe van Yve

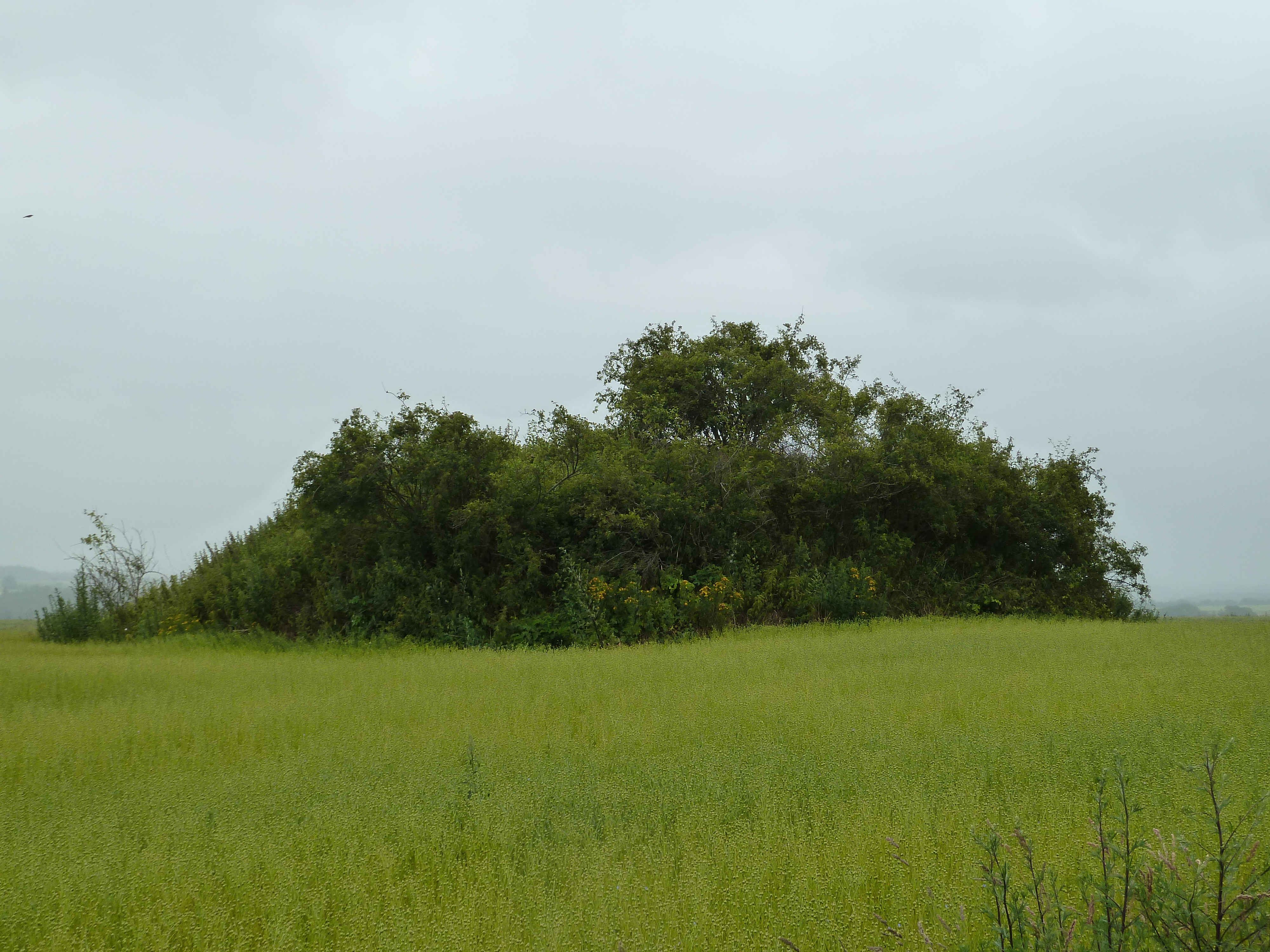
Idem

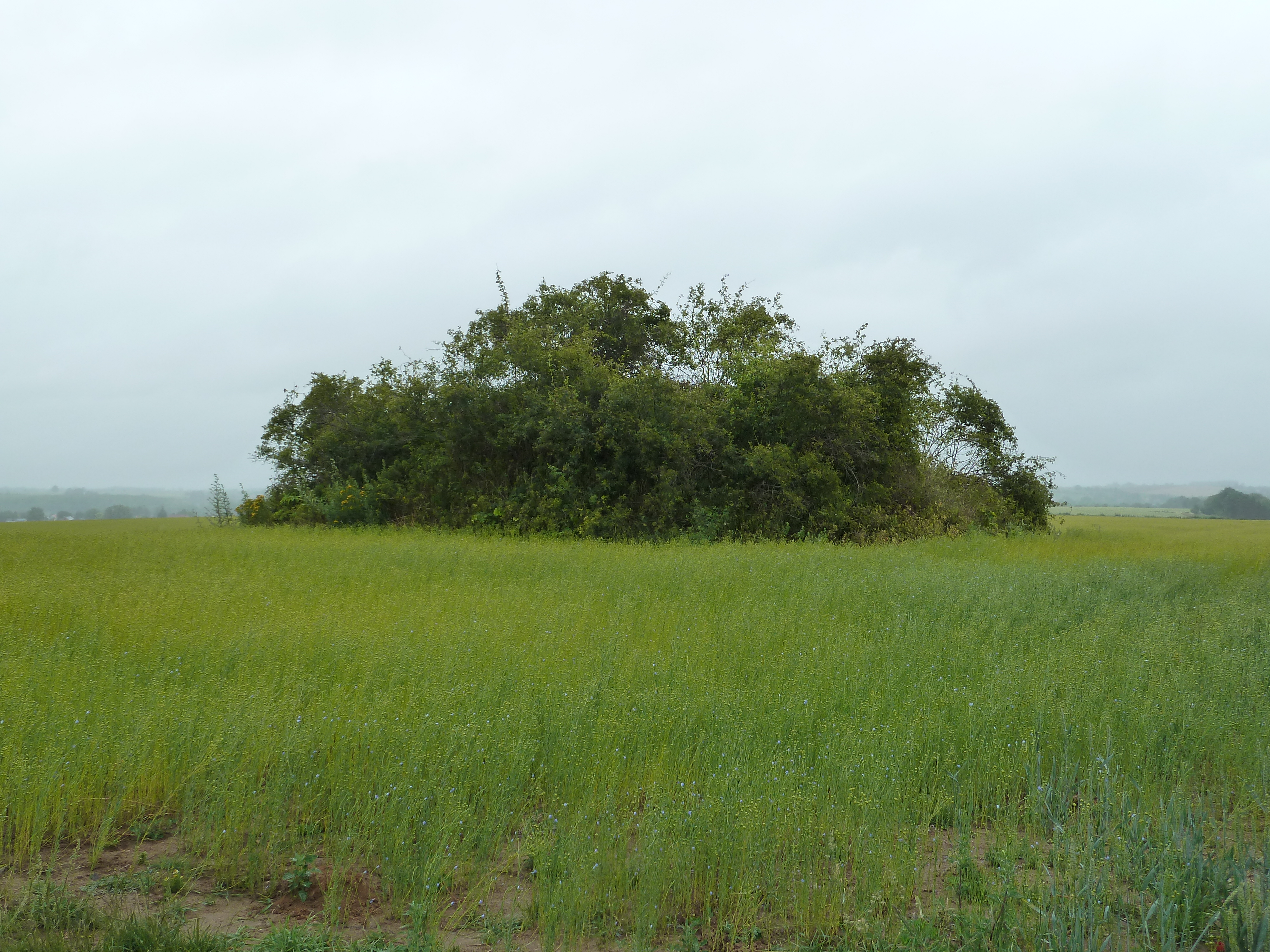
Idem

De Tombe van Yve is een Gallo-Romeinse grafheuvel bij Braives in de Belgische provincie Luik. De heuvel ligt aan de Rue du Tumulus ten zuiden van Braives. Dit is dezelfde weg waaraan ook de Tumulus van Vissoul gelegen is.